# Il teatro comico
Il teatro comico è una commedia in tre atti di Carlo Goldoni, scritta nel 1750 e recitata per la prima volta a Milano. Fu quindi portata al Teatro Sant'Angelo di Venezia, dove subì aspre critiche e venne replicato solo per un'altra sera. Ebbe invece successo a Vienna.
Si tratta della prima delle sedici commedie nuove che il commediografo veneziano si impegnò a scrivere per l'impresario Gerolamo Medebach a partire dal 1750.
Rappresenta una novità nella produzione goldoniana: Il teatro comico è una commedia metateatrale, che mette in scena l'allestimento di uno spettacolo. L'importanza di questa commedia nel repertorio goldoniano è data dalla contemporanea presenza delle due forme teatrali del tempo: la commedia dell'arte e il teatro realista goldoniano. Vince quest'ultima, aprendo la strada alla Riforma goldoniana del teatro del XVIII secolo.

## Trama
Gli attori della compagnia Medebach, guidati dal capocomico Orazio, stanno provando il terzo atto della farsa Il padre rivale del figlio scritta de quel Goldoni che ha completamente modificato il modo di fare teatro dell'epoca. La compagnia si dimostra favorevole alla riforma goldoniana, benché gli attori che interpretano le maschere di Colombina, Brighella, Balanzone e Arlecchino, abituati all'improvvisazione, siano preoccupati dalle difficoltà generate dall'innovazione. Lelio, un poeta dilettante, viene ingaggiato nel ruolo di secondo amoroso. A Eleonora, una virtuosa di musica che stenta a trovare ingaggi, viene offerta la possibilità di lavorare come attrice.

## Poetica
L'opera mette in evidenza il disprezzo goldoniano per ogni precetto che deriva dai libri e l'amore per il teatro vero, quello vivo che rappresenta la realtà. L'autore si impegna qui a spiegare i motivi della sua riforma, i pregi e i difetti della commedia dell'arte e questo testo rappresenta quindi una sorta di istruzioni per l'uso per chiunque voglia cimentarsi con la scrittura drammaturgica, un prezioso scrigno di consigli utili alla comprensione del mondo teatrale e della sua rappresentazione. Come scrive lo stesso Goldoni nell'avvertenza L'autore a chi legge premessa al testo della commedia: "Questa, ch’io intitolo Il Teatro Comico, piuttosto che una Commedia, prefazione può dirsi alle mie Commedie".